# Мюнстер-Зармсхайм
Мюнстер-Зармсхайм (нем. Münster-Sarmsheim) — община в Германии, в земле Рейнланд-Пфальц. Входит в состав района Майнц-Бинген. Подчиняется управлению Райн-Наэ.  
Население составляет 2829 человек (на 31 декабря 2010 года). Занимает площадь 6,92 км². 